# Liste der Bodendenkmale in Kroppen
In der Liste der Bodendenkmale in Kroppen sind alle Bodendenkmale der brandenburgischen Gemeinde Kroppen und ihrer Ortsteile aufgelistet. Grundlage ist die Veröffentlichung der Landesdenkmalliste mit dem Stand vom 31. Dezember 2020.
|   | Gemarkung      | Flur    | Kurzansprache | Bodendenkmalnummer | Bemerkung | Bild |
| - | -------------- | ------- | --- | ------------------ | --------- | ---- |
| 1 | Kroppen (Lage) | 3, 4, 8 | Dorfkern deutsches Mittelalter, Dorfkern Neuzeit, Kirche deutsches Mittelalter, Kirche Neuzeit, Mühle Neuzeit, Friedhof deutsches Mittelalter, Gräberfeld Bronzezeit, Friedhof Neuzeit, Turmhügel deutsches Mittelalter, Schloss Neuzeit | 80431              |           |      |
| 2 | Kroppen (Lage) | 4, 12   | Dorfkern deutsches Mittelalter, Dorfkern Neuzeit, Mühle Neuzeit | 80439              |           |      |